# 우시고메구
우시고메구(牛込区)는 도쿄부 도쿄시에 설치되었던 구이다. 현재의 신주쿠구에 해당한다.

## 역사
- 1878년 11월 2일, 도쿄부 우시고메구 설치
- 1889년 5월 1일, 시제 시행으로 도쿄시 우시고메구가 됨.
- 1943년 7월 1일, 도쿄도제 시행으로 도쿄도 우시고메구가 됨.
- 1947년 3월 15일, 요쓰야구와 요도바시구, 우시고메구 구역을 합쳐 신주쿠구를 설치함.

## 교통

### 철도
- 오지 전기철도
  - 32계선 (아라카와선
- 도쿄도 교통국
  - 도쿄도 전차